# Xiphocentron asilas
Xiphocentron asilas är en nattsländeart som beskrevs av Schmid 1982. Xiphocentron asilas ingår i släktet Xiphocentron och familjen Xiphocentronidae. Inga underarter finns listade i Catalogue of Life.